# Philippe Gardent
Philippe Gardent (Belleville (Rhône), 15 de março de 1964) é um ex-handebolista profissional e treinador francês, medalhista olímpico.
Philippe Gardent fez parte do elenco medalha de bronze, em Barcelona 1992. Com 6 partidas e 16 gols.